# Oruchuban Ebichu
Oruchuban Ebichu (おるちゅばんエビちゅ Oruchuban Ebichu?) este o serie manga Japoneză și animație scrisă și ilustrată de Risa Ito (伊藤理佐, Itou Risa). povestea este viața hamsterului Ebichu și a maestrului Gosujinsama. A fost serializată în Weekly Giga&Chan din 1990 până în 2007, urmatoarea a fost serializată în Weekly ACTION PIZAZZ din 2007 până în 2008. iar fost publicate în 15 volume tankōbon de către Futabasha. Genul este comic și erotic.